# グエン・ゴーディ
グエン・ゴーディ・フークワ（Gwen Gordy Fuqua, 本名 Gwendolyn Gordy Fuqua、1927年11月26日 -  1999年11月8日）は、モータウンの創業者ベリー・ゴーディの姉で、初期モータウンの楽曲作りに重要な貢献をしたソングライター。同じくモータウンの曲作りに参加していたアンナ・ゴーディ・ゲイはグエンの姉、ロバート・ゴーディとジョージ・ゴーディ (George Gordy) は弟たちである。ベリー・ゴーディの兄弟のうち最年長で、モータウンの本社跡ヒッツヴィルUSAに設けられたモータウン歴史博物館の創設者エスター・ゴーディ・エドワーズはグエンの姉、リズム・アンド・ブルース歌手のハーヴィー・フークワは元夫である。
グエンは、1950年代半ばに、ジャッキー・ウィルソンが歌う楽曲を、当時、彼女のボーイフレンドで、Tyran Carlo という筆名を使っていたロケル・ビリー・デイヴィスと、弟ベリーとの共作で作り上げ、シングル・ヒットさせることから音楽業界でのキャリアを踏み出した。これは、彼らのほか姉アンナも一部の出資者となっていたアンナ・レコードでのことだったが、程なくして1959年になると、グエンとビリー・デイヴィスはこのレーベルを離れ、ベリー・ゴーディもモータウン最初のレーベル、タムラ・レコード (Tamla Records) を立ち上げた。
同年、ベリー・ゴーディが共作、共同プロデュースに参加したバレット・ストロングのシングル「マネー」が最初はタムラから出たが、その際ベリーは、グエンとビリー・デイヴィスに、これを全国発売したいと持ちかけた。結局、この曲がアンナ・レコード盤でリリースされると、1960年にトップ30チャートに届くヒットとなった。この曲はアンナレコード最大のヒット曲であり、モータウン最初のヒット曲となった。
1960年、デイヴィスとの関係に終止符を打ったグエンは、ドゥーワップ・グループ、ザ・ムーングロウズのリードシンガーのひとりであったハーヴェイ・フークワと親しくなり、やがてカップルとなり、1961年に結婚した。この年、アンナレコードは整理され、グエンとハーヴェイはハーヴェイレコード (Harvey Records) とトライファイレコード (Tri-Phi Records)を 始め、スピナーズ、ショーティー・ロング、ジュニア・ウォーカー&ジ・オール・スターズ (Junior Walker & the All Stars) と契約した。この3グループは、後にすべてモータウンに移籍した。
1963年、グエンとハーヴェイは両レーベルを整理し、モータウンでスタッフとして働くことになった。1960年代後半に、グエンとハーヴェイは離婚したが、グエンは婚姻姓のフークワを使い続けた。1970年代後半に、グエンはディスコ・グループハイ・イナジーを発掘し、モータウンから「You Can't Turn Me Off (In the Middle of Turning Me On)」をヒットさせた。グエンは、古い友人であるマーヴィン・ゲイのアルバム『Let's Get It On』に収められた1973年の曲「Distant Lover」の共作者となっている。
グエン・ゴーディ・フークワは、1999年11月8日にカリフォルニア州サンディエゴの自宅で、癌のため死去し、デトロイトに埋葬された。